# Hierofobie

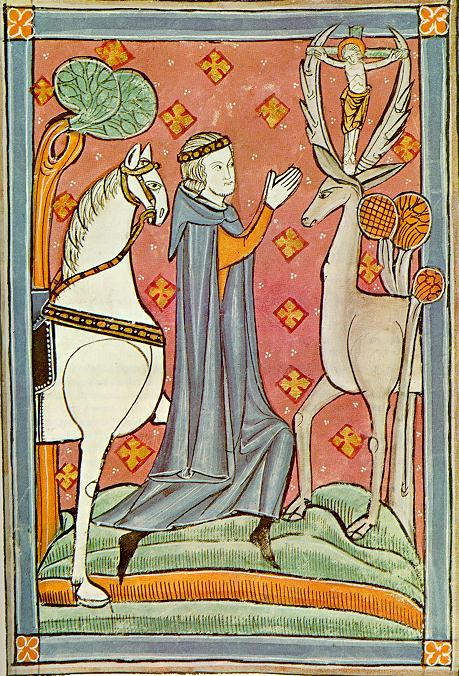

Hierofobie je chorobný strach (fobie) z posvátných předmětů nebo před kněžími. Patří mezi specifické (izolované) fóbie.
Je charakterizována obdobně jako ostatní fobie. Postižený jedinec trpí úzkostnými pocity - bušením srdce, pocením, chvěním, suchem v ústech při spatření sakrálního předmětu. Příčinou může být vrozená úzkostnost nebo traumatický zážitek. Strach je přítomen nejen při vystavení se těmto předmětům, ale i při očekávání (anticipaci) či pomyšlení na takovou situaci. Někteří jedinci též mohou trpět úzkostí z pohledu na obrazy s náboženskou tematikou (např. obrazy apoštolů) Jedinec může trpět strachem, že ho obrazy sledují a může trpět i strachem, že existuje určitá vyšší moc.